# Прологи
Проло́ги (фин. Rollakka) — деревня в Большеврудском сельском поселении Волосовского района Ленинградской области.

## История
Впервые упоминается в Писцовой книге Водской пятины 1500 года как сельцо Проложки в Богородицком Врудском погосте.
На карте Ингерманландии А. И. Бергенгейма, составленной по шведским материалам 1676 года, она обозначена как деревня Proloska.
На шведской «Генеральной карте провинции Ингерманландии» 1704 года — как Prologa.
Как деревня Пролага она упоминается на «Географическом чертеже Ижорской земли» Адриана Шонбека 1705 года.
На карте Ингерманландии А. Ростовцева 1727 года деревня обозначена как Проло.
На карте Санкт-Петербургской губернии Я. Ф. Шмидта 1770 года — как деревня Логицы.
На карте Санкт-Петербургской губернии Ф. Ф. Шуберта 1834 года деревня названа Прологи.

ПРОЛОГИ — деревня принадлежит тайному советникуу Пейкер, число жителей по ревизии: 44 м. п., 44 ж. п. (1838 год)

На этнографической карте Санкт-Петербургской губернии П. И. Кёппена 1849 года она обозначена как деревня «Prolloga», расположенная в ареале расселения савакотов. В пояснительном тексте к этнографической карте деревня записана как Prolloga (Прологи) и указано количество её жителей на 1848 год: савакотов — 35 м. п., 37 ж. п., всего 72 человека.
На карте профессора С. С. Куторги 1852 года упоминается как деревня Прологи.

ПРОЛОГИ  — деревня жены полковника Энько-Даровской, 10 вёрст по почтовой, а остальные по просёлочной дороге, число дворов — 11, число душ — 35 м. п. (1856 год)

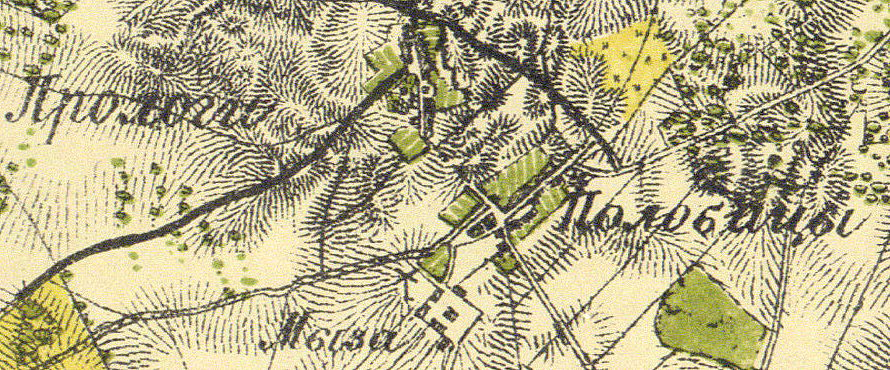
Деревня Прологи на карте 1860 года

Согласно карте Санкт-Петербургской губернии 1860 года к югу и по смежеству с деревней Прологи располагалась деревня Полобицы, мыза и ветряная мельница.

ПРОЛОГИ — мыза владельческая при колодце, по правую сторону Рожественского тракта, от Ямбурга в 33 верстах, число дворов — 1, число жителей: 3 м. п., 14 ж. п.

ПРОЛОГИ — деревня владельческая при колодце, по правую сторону Рожественского тракта, от Ямбурга в 33 верстах, число дворов — 13, число жителей: 43 м. п., 57 ж. п. (1862 год)

В 1870 году временнообязанные крестьяне деревни Пролог выкупили свои земельные наделы у Е. М. Гернгросс и стали собственниками земли.
В конце XIX — начале XX века деревня административно относилась к Ястребинской волости 1-го стана Ямбургского уезда Санкт-Петербургской губернии. Население деревни было смешанным — финско-русским.
С 1917 по 1924 год деревни Прологи Большие и Прологи Малые входили в состав Прологского сельсовета Молосковицкой волости Кингисеппского уезда.
С 1924 года в составе Молосковицкого сельсовета.
Согласно данным переписи населения СССР 1926 года в деревне Прологи проживали 129 человек, большинство финны, а также русские и эстонцы.
С 1927 года в составе Молосковицкого района.
С 1928 года в составе Овинцевского сельсовета. В 1928 году население деревни также составляло 129 человек.
С 1931 года в составе Волосовского района.
По данным 1933 года в состав Овинцевского сельсовета Волосовского района входили две деревни Прологи.

План деревни Прологи. 1938 год

Согласно топографической карте 1938 года деревня насчитывала 24 двора.
С 1 августа 1941-го по 31 мая 1944 года германская оккупация.
С 1954 года в составе Молосковицкого сельсовета.
С 1963 года в составе Кингисеппского района.
С 1965 года вновь в составе Волосовского района. В 1965 году население деревни составляло 88 человек.
По данным 1966 и 1973 годов в составе Молосковицкого сельсовета находился посёлок Прологи.
По административным данным 1990 года деревня Прологи входила в состав Врудского сельсовета с административным центром в посёлке Вруда.
В 1997 году в деревне Прологи проживали 6 человек, деревня относилась ко Врудской волости, в 2002 году — 12 человек (все русские), в 2007 году — 5 человек.

## География
Деревня расположена в западной части района на автодороге 41К-045 (Большая Вруда — Овинцево).
Расстояние до административного центра поселения — 7 км.
Расстояние до ближайшей железнодорожной станции Молосковицы — 9 км.

## Демография
| 1862 | 2002 | 2007 | 2010 | 2017 |
| ---- | ---- | ---- | ---- | ---- |
| 117  | ↘12  | ↘5   | ↗18  | ↗23  |

### Национальный состав
Согласно данным Всероссийской переписи населения 2021 года в деревне проживали 27 человек, из них:
 русские — 19, езиды — 8 человек.

## Достопримечательности
- Близ деревни находится курганно-жальничный могильник XI—XIV веков[34].